# Ковалевские
Ковале́вские — дворянские роды, владевшие поместьями на территории современных России, Белоруссии, Польши и Украины.
Один из них происходит от брата генерального есаула Войска Запорожского Ивана Ковалевского — Семёна Ковалевского, выехавшего из Польши в Московское царство около 1650 года по приглашению царя Алексея Михайловича и осевшего на Слобожанщине. Его сын Василий (умер в 1682) был харьковским полковым обозным. Павел Ковалевский московский дворянин (1673-1677). Из праправнуков последнего Евграф Петрович был министром народного просвещения (о нём, его брате Егоре и сыне Михаиле — смотрите соответствующие статьи). Этот род Ковалевских был внесён в VI часть родословной книги Харьковской губернии (Гербовник, III, 102).
Другой род Ковалевских, восходящий к середине XVII века, происходит от польского выходца Николая Ковалевского, поступившего в московское подданство при покорении Смоленска. Этот род был внесён в VI часть родословной книги Смоленской и Тверской губерний Российской империи.
Ещё два дворянских рода Ковалевских происходят из Гетманщины: 
1) Потомство Ивана Чинчика, войскового товарища (XVII в.); 
2) Потомство Якова Ивановича Ковалевского, коллежского асессора (1830). 
Эти роды также пользовались гербом Долэнга.

## Известные представители
- Ковалевский, Александр Онуфриевич (1840—1901) — выдающийся зоолог, эмбриолог-эволюционист.
- Ковалевский, Владимир Александрович (1872—1914) — химик и материаловед, сын зоолога А. О. Ковалевского.
- Ковалевский, Владимир Иванович (1848—1934) — государственный деятель и финансист; директор департамента мануфактур и торговли; с 1900 по 1902 — товарищ министра финансов; председатель комиссий по подготовке российских отделов на Всемирных выставках 1893 г. в Чикаго и 1900 г. в Париже; председатель Императорского русского технического общества (1906—1916).
- Ковалевский, Владимир Онуфриевич (1843—1883) — палеонтолог-эволюционист, доктор философии; муж Софьи Ковалевской (в девичестве — Корвин-Круковской)
- Ковалевский, Евграф Евграфович (1905—1970) — сын Ковалевского, Евграфа Петровича (младшего), известен как Иоанн-Нектарий (Ковалевский).
- Ковалевский, Евграф Петрович (старший) (1790—1867) — государственный деятель; директор горного корпуса, затем томский губернатор и главный начальник Колыванских и Алтайских заводов, сенатор; с 1856 — попечитель московского учебного округа. С 1858 по 1861 — министр народного просвещения. Брат Егора Петровича Ковалевского.
- Ковалевский, Евграф Петрович (младший) (1865—1941) — политический и общественный деятель; деятель народного образования.
- Ковалевский, Егор Петрович (1811—1868) — писатель и государственный деятель, путешественник, геолог и географ; участвовал в хивинской экспедиции графа Перовского, в 1847 году — производил геологические изыскания в Северо-Восточной Африке; автор книги «Путешествие во внутреннюю Африку», где дано описание Абиссинии. Брат Евграфа Ковалевского (старшего) и дядя П. М. Ковалевского.
- Ковалевский, Максим Максимович (1851—1916) — выдающийся русский историк, юрист, социолог эволюционистского направления и общественный деятель.
- Ковалевский, Михаил Евграфович (1829—1884) — судебный деятель, был первым по времени обер-прокурором уголовного кассационного департамента. Сын Е. П. Ковалевского.
- Ковалевский, Николай Осипович (1840—1891) — известный российский физиолог.
- Ковалевский, Осип Михайлович (1800—1878) — известный востоковед-монголист.
- Ковалевский, Павел Иванович (1850—1931) — русский психиатр, публицист.
- Ковалевский, Павел Михайлович (1823—1907) — писатель, переводчик, художественный критик. Племянник Евграфа Петровича Ковалевского и Егора Петровича Ковалевского.
- Ковалевский, Пётр Евграфович (1901—1978) — сын Ковалевского, Евграфа Петровича (младшего), историк.
- Ковалевский, Пётр Петрович (1808—1855) — русский генерал, участник Кавказских походов и Крымской войны.
- Ковалевская, Софья Васильевна (урождённая Корвин-Круковская; 1850—1891) — русский математик и механик, с 1889 года член-корреспондент Петербургской АН.
- Ковалевский, Ян (1892—1965) — польский криптолог и математик, взломавший шифры как Советской России, так и Добровольческой армии.
- Ковалевская, Ольга Олеговна (1972)) — украинский историк.